# Rue Faustin Hélie
Koordinaten: 48° 52′ N, 2° 17′ O
Die Rue Faustin Hélie ist eine 121 Meter lange und 10 Meter breite Straße im Quartier Muette des 16. Arrondissements von Paris.

## Lage
Sie beginnt bei Nummer 6 der Place Possoz und endet bei Haus Nummer 10 der Rue de la Pompe.

## Namensursprung
Die Straße wurde 1885 zu Ehren des französischen Rechtsgelehrten Faustin Hélie (1799–1884) benannt, der in der Nachbarstraße Rue Marceline-Desbordes-Valmore wohnte.

## Geschichte
Die ehemalige Straße der Gemeinde Passy hieß «Rue Sainte-Claire» ehe sie 1863 nach Paris eingemeindet wurde. Den aktuellen Namen bekam sie am 10. November 1885.

## Sehenswürdigkeiten
- Nr. 18: Hélie lebte in der nördlich verlaufenden Rue Desbordes-Valmore, die bei der Rue de la Tour beginnt und an der heute nach ihm benannten Straße endet.
- Nr. 12: Hier lebte der Maler Hermann-Paul (1864–1940).[1]